# Pristimantis memorans
Espèce
Synonymes
- Eleutherodactylus memorans Myers & Donnelly, 1997

Statut de conservation UICN

 DD  : Données insuffisantes
Pristimantis memorans est une espèce d'amphibiens de la famille des Craugastoridae.

## Répartition
Cette espèce se rencontre entre 1 160 et 1 270 m d'altitude sur le Pico Tamacuari dans la Sierra Tapirapecó :
- au Venezuela dans l'État d'Amazonas ;
- au Brésil dans l'État d'Amazonas.

## Description
Les mâles mesurent de 19 à 23 mm et les femelles de 31 à 32 mm.

## Publication originale
- Myers & Donnelly, 1997 : A tepui herpetofauna on a granitic mountain (Tamacuari) in the borderland between Venezuela and Brazil: report from the Phipps Tapirapeco Expedition. American Museum Novitates, no 3213, p. 1-71 (texte intégral).